# Родригес, Раймундо
Райму́ндо Родри́гес (исп. Raymundo Rodríguez, 15 апреля 1905 — дата смерти неизвестна, Мексика) — мексиканский футболист, полузащитник, участник чемпионата мира 1930 года.

## Биография
Играл в клубе «Депортиво Марте». В 1930 году вошёл в состав сборной Мексики, принявшей участие в первом чемпионате мира по футболу под руководством тренера Хуана Луке де Серральонги. На турнире Раймундо выпало сыграть всего одну игру – против сборной Аргентины, проигранную мексиканцами 3:6.